# Specialty Records

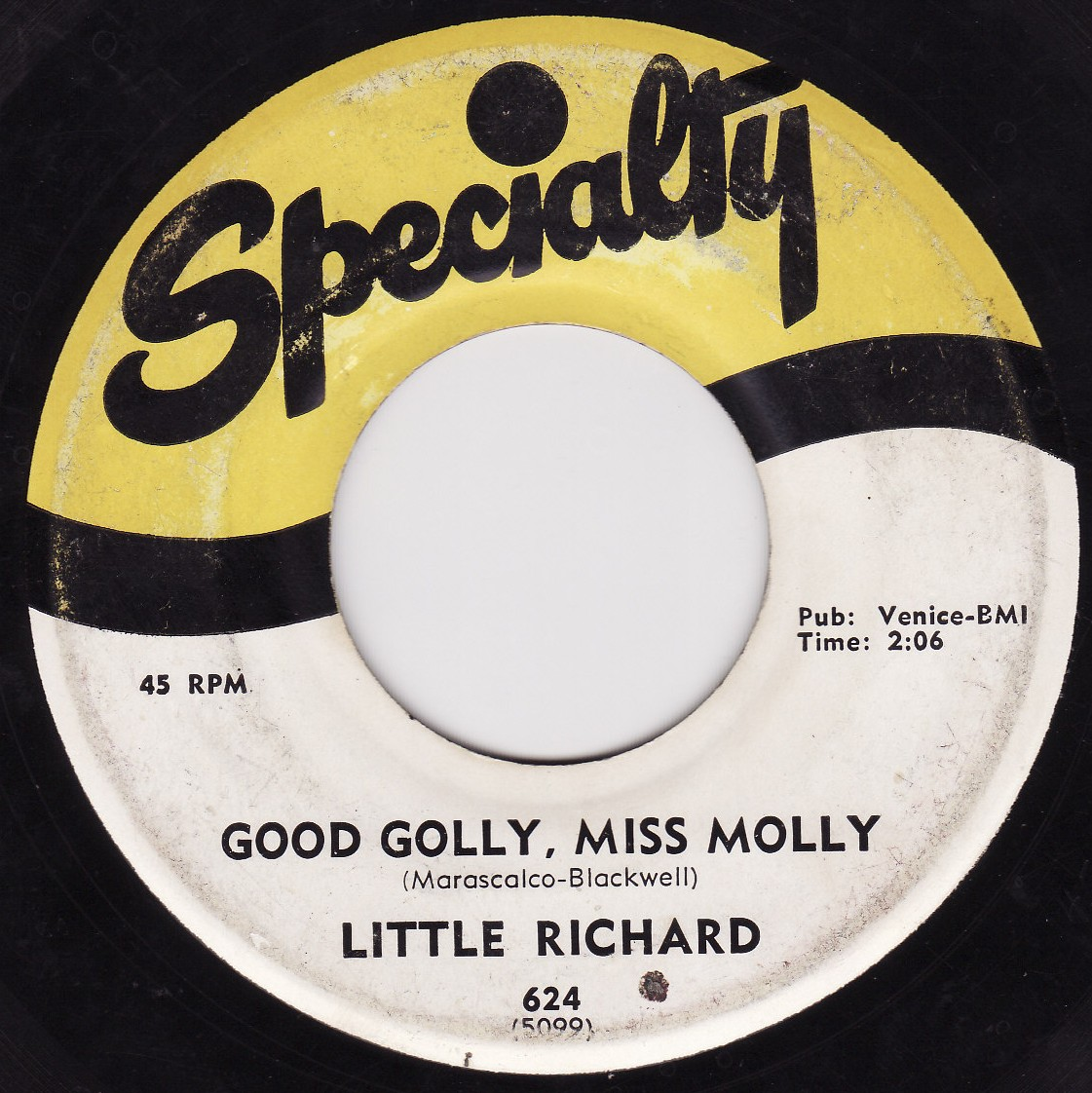
Specialty-single van Little Richard

Specialty Records is een Amerikaans platenlabel, gevestigd in Los Angeles dat grote rock-'n-roll en rhythm and blues-hits had, met Little Richard als belangrijkste artiest.
Het label werd in 1947 opgericht door Art Rupe, die zijn aandeel in Juke Box Records had verkocht na een meningsverschil met de andere eigenaars. Specialty Records profileerde zich aanvankelijk als een "race label", dat blues, rhythm and blues, gospel en spirituals uitbracht en later ook rock-'n-roll. Roy Milton, Joe Liggins en Percy Mayfield met Please send me someone to love waren de succesartiesten in die eerste jaren. The Pilgrim Travelers, de Soul Stirrers (met Sam Cooke), Sister Wynona Carr en Brother Joe May tekenden voor het gospel- en spiritualwerk. In 1949 begon Specialty ook met hillbilly- en countrymuziek uit te brengen van onder anderen Earl Nunn, Johnny Crockett en Bruce Trent. In 1950 begon het label 45-toerensingles uit te brengen naast de 78 toerenversies. Het volgende jaar nam Rupe Fidelity Records over, dat een sublabel van Specialty werd.
In 1952 ging Art Rupe naar New Orleans om er nieuw talent te rekruteren. Dat leverde de hit Lawdy Miss Clawdy op, geschreven en gezongen door Lloyd Price. Hij werd bij de opname begeleid door de band van Dave Bartholomew, met Fats Domino op piano.  De song bereikte de eerste plaats op Billboard's Rhythm & Blues-lijst en was de grootste R&B-hit van het jaar 1952. Specialty behield van dan af een bijhuis in New Orleans en nam er talrijke platen op met de beroemde studioband van de J&M-studios.
Bluesman Guitar Slim was een volgende ontdekking, die op zijn hit The Things That I Used To Do - ook opgenomen in New Orleans - begeleid werd door de nog onbekende Ray Charles. De meest succesvolle artiest op het label werd echter Little Richard, die in 1955 op aanraden van Lloyd Price een demo naar het label had gestuurd. Hij nam voor Specialty klassiekers op als Tutti Frutti, Long Tall Sally, Lucille en Keep-A-Knockin' . In 1957 verliet Little Richard het label om zich om te scholen tot predikant. Specialty bleef reeds gemaakte opnamen van hem uitbrengen na zijn vertrek, en Good golly Miss Molly, uitgebracht in 1958, was Specialty's laatste toptien-hit. Van Larry Williams werd verwacht dat hij de opvolger zou worden van Little Richard; Williams had ook hits voor Specialty in 1957 met Short fat Fannie en Bony Moronie.
Op het eind van de jaren 1950 was Sonny Bono een A&R-man voor Specialty en hij nam ook op onder de naam Don Christy; zijn single Wearing Black (Specialty 672) kwam in juli 1959 uit en later dat jaar maakte hij ook een kerstsingle op het sublabel Fidelity met Little Tootsie (Fidelity 3014; de song was een dialoog van een meisje met haar vader, maar Bono's naam werd niet vermeld op de plaat).
Door het uitblijven van nieuwe successen en na het vertrek van onder meer Sam Cooke, verloor Art Rupe in 1960 zijn interesse in de muziekbusiness en stopte Specialty met het maken van nieuwe opnamen. Het label beperkte zich tot heruitgaven; uitzondering waren enkele comeback-opnamen van Little Richard in 1963-64, die echter geen succes kenden. Daarna bleef het enkele jaren stil tot het label in 1969 gereactiveerd werd, nog steeds met heruitgaven van vroege rock-'n-roll. Gedurende de volgende jaren bleef Specialty aan de constante vraag naar de originele R&B-klassiekers voldoen; in de jaren 1980 onder leiding van Art Rupe's dochter. In 1991 werd het label verkocht aan Fantasy Records. Anno 2011 is het een onderdeel van de Concord Music Group.